# Liste des monuments historiques du 4e arrondissement de Paris

Cet article recense les monuments historiques du 4e arrondissement de Paris, en France.

## Statistiques
En 2011, le 4e arrondissement compte 253 édifices protégés aux monuments historiques ; il est le premier arrondissement de Paris par le nombre d'édifices protégés. 69 sont classés au titre des monuments historiques, au moins partiellement, 184 sont inscrits.
Le graphique suivant résume le nombre de premières protections par décennies :

## Liste
| Monument                                              | Adresse                                                         | Coordonnées                      | Notice                        | Protection                    | Date                | Illustration                                          |
| ----------------------------------------------------- | --------------------------------------------------------------- | -------------------------------- | ----------------------------- | ----------------------------- | ------------------- | ----------------------------------------------------- |
| Café de la Gare, précédemment Auberge de l'Aigle d'or | 41 rue du Temple                                                | 48° 51′ 34″ nord, 2° 21′ 14″ est | « PA00086448 »                | Inscrit                       | 1926                | Café de la Gare, précédemment Auberge de l'Aigle d'or |
| Bibliothèque de l'Arsenal                             | 1-3 rue de Sully 18 boulevard Morland Boulevard Henri-IV        | 48° 51′ 01″ nord, 2° 21′ 49″ est | « PA00086239 »                | Classé                        | 2003                | Bibliothèque de l'Arsenal                             |
| Boucherie-charcuterie                                 | 4 rue Malher                                                    | 48° 51′ 20″ nord, 2° 21′ 41″ est | « PA00086240 »                | Inscrit                       | 1984                | Boucherie-charcuterie                                 |
| Boulangerie                                           | 29 rue des Francs-Bourgeois                                     | 48° 51′ 26″ nord, 2° 21′ 41″ est | « PA00086242 »                | Inscrit                       | 1984                | Boulangerie                                           |
| Boulangerie                                           | 23 rue des Francs-Bourgeois                                     | 48° 51′ 25″ nord, 2° 21′ 45″ est | « PA00086241 »                | Inscrit                       | 1984                | Boulangerie                                           |
| Boulangerie                                           | 62 rue de l'Hôtel-de-Ville 2 rue des Barres                     | 48° 51′ 17″ nord, 2° 21′ 18″ est | « PA00086243 »                | Inscrit                       | 1984                | Boulangerie                                           |
| Boulangerie                                           | 13 rue Malher Rue des Rosiers                                   | 48° 51′ 23″ nord, 2° 21′ 40″ est | « PA00086244 »                | Inscrit                       | 1984                | Boulangerie                                           |
| Boutique                                              | 72 rue Saint-Antoine 2 rue de Turenne                           | 48° 51′ 17″ nord, 2° 21′ 47″ est | « PA00086246 »                | Inscrit                       | 1984                | Boutique                                              |
| Boutique                                              | 61 rue Saint-Louis-en-l'Île                                     | 48° 51′ 07″ nord, 2° 21′ 21″ est | « PA00086247 »                | Inscrit                       | 1926                | Boutique                                              |
| Boutique Bougnat                                      | 80 rue François-Miron                                           | 48° 51′ 19″ nord, 2° 21′ 33″ est | « PA00086245 »                | Inscrit                       | 1984                | Boutique Bougnat                                      |
| Brasserie Bofinger                                    | 3-5-7 rue de la Bastille 1 rue Jean-Beausire                    | 48° 51′ 14″ nord, 2° 22′ 05″ est | « PA00086249 »                | Inscrit                       | 1989                | Brasserie Bofinger                                    |
| Caserne Schomberg                                     | 4 rue de Schomberg                                              | 48° 50′ 56″ nord, 2° 21′ 48″ est | « PA75040006 »                | Inscrit                       | 2005                | Caserne Schomberg                                     |
| Cathédrale Notre-Dame                                 |                                                                 | 48° 51′ 11″ nord, 2° 21′ 00″ est | « PA00086250 »                | Classé                        | 1862                | Cathédrale Notre-Dame                                 |
| Chapelle Saint-Aignan                                 | 24 rue Chanoinesse 19 rue des Ursins                            | 48° 51′ 16″ nord, 2° 21′ 01″ est | « PA00086251 »                | Classé                        | 1966 1995           | Chapelle Saint-Aignan                                 |
| Colonne de Juillet                                    | Place de la Bastille                                            | 48° 51′ 11″ nord, 2° 22′ 09″ est | « PA00086253 »                | Classé                        | 1995                | Colonne de Juillet                                    |
| Crédit municipal de Paris                             | 14 rue des Blancs-Manteaux                                      | 48° 51′ 32″ nord, 2° 21′ 26″ est | « PA00086334 »                | Inscrit                       | 1926                | Crédit municipal de Paris                             |
| Crèmerie                                              | 6 rue du Pont-Louis-Philippe                                    | 48° 51′ 17″ nord, 2° 21′ 20″ est | « PA00086254 »                | Inscrit                       | 1984                | Crèmerie                                              |
| Débit de boisson                                      | 24 rue Chanoinesse                                              | 48° 51′ 15″ nord, 2° 21′ 01″ est | « PA00086255 »                | Inscrit                       | 1984                | Débit de boisson                                      |
| École Massillon                                       | 2 quai des Célestins Rue du Petit-Musc                          | 48° 51′ 06″ nord, 2° 21′ 44″ est | « PA00086256 »                | Inscrit                       | 1928                | École Massillon                                       |
| Édicule Guimard de la station Cité                    | place Louis-Lépine rue de Lutèce marché aux Fleurs              | 48° 51′ 19″ nord, 2° 20′ 50″ est | « PA00086471 »                | Inscrit                       | 2016                | Édicule Guimard de la station Cité                    |
| Église Notre-Dame-des-Blancs-Manteaux                 | 12 rue des Blancs-Manteaux 53 rue des Francs-Bourgeois          | 48° 51′ 32″ nord, 2° 21′ 29″ est | « PA00086472 »                | Classé                        | 1983                | Église Notre-Dame-des-Blancs-Manteaux                 |
| Église Saint-Gervais-Saint-Protais                    | Place Saint-Gervais                                             | 48° 51′ 20″ nord, 2° 21′ 17″ est | « PA00086257 »                | Classé                        | 1862                | Église Saint-Gervais-Saint-Protais                    |
| Église Saint-Louis-en-l'Île                           | 3 rue Poulletier                                                | 48° 51′ 05″ nord, 2° 21′ 27″ est | « PA00086258 »                | Classé                        | 1915                | Église Saint-Louis-en-l'Île                           |
| Église Saint-Merri                                    |                                                                 | 48° 51′ 33″ nord, 2° 21′ 03″ est | « PA00086259 »                | Classé                        | 1862                | Église Saint-Merri                                    |
| Église Saint-Paul-Saint-Louis                         | 99-101 rue Saint-Antoine                                        | 48° 51′ 17″ nord, 2° 21′ 41″ est | « PA00086260 »                | Classé                        | 1887                | Église Saint-Paul-Saint-Louis                         |
| Enceinte de Philippe Auguste                          | 9 à 15 rue Charlemagne                                          | 48° 51′ 14″ nord, 2° 21′ 38″ est | « PA00086263 »                | Classé                        | 1889                | Enceinte de Philippe Auguste                          |
| Enceinte de Philippe Auguste                          | 17, 19, 21 rue des Jardins-Saint-Paul                           | 48° 51′ 13″ nord, 2° 21′ 37″ est | « PA00086265 »                | Classé                        | 1889                | Enceinte de Philippe Auguste                          |
| Enceinte de Philippe Auguste                          | 31, 33 rue des Francs-Bourgeois                                 | 48° 51′ 27″ nord, 2° 21′ 39″ est | « PA00086264 »                | Classé                        | 1889                | Enceinte de Philippe Auguste                          |
| Enceinte de Philippe Auguste                          | 15 rue de l'Ave-Maria                                           | 48° 51′ 11″ nord, 2° 21′ 36″ est | « PA00086262 »                | Classé                        | 1889                | Enceinte de Philippe Auguste                          |
| Enceinte de Philippe Auguste                          | 8, 10, 14, 16 rue des Rosiers                                   | 48° 51′ 25″ nord, 2° 21′ 37″ est | « PA00086266 »                | Classé                        | 1889                | Enceinte de Philippe Auguste                          |
| Fontaine des Guillemites                              | 10 rue des Blancs-Manteaux                                      | 48° 51′ 31″ nord, 2° 21′ 28″ est | « PA00086267 »                | Inscrit                       | 1925                | Fontaine des Guillemites                              |
| Fontaine de Jarente                                   | Impasse de la Poissonnerie                                      | 48° 51′ 21″ nord, 2° 21′ 48″ est | « PA00086268 »                | Inscrit                       | 1925                | Fontaine de Jarente                                   |
| Fontaine Maubuée                                      | Rue Saint-Martin Rue de Venise                                  | à géolocaliser                   | « PA00088428 »                | Inscrit                       | 1926                | Fontaine Maubuée                                      |
| Fontaines Wallace                                     | Place Louis-Lépine                                              | 48° 51′ 19″ nord, 2° 20′ 51″ est | « PA00086269 »                | Inscrit                       | 1970                | Fontaines Wallace                                     |
| Hôtel Amelot de Bisseuil                              | 47 rue Vieille-du-Temple                                        | 48° 51′ 29″ nord, 2° 21′ 29″ est | « PA00086270 »                | Classé                        | 1924                | Hôtel Amelot de Bisseuil                              |
| Hôtel d'Angennes de Rambouillet                       | 20 place des Vosges                                             | 48° 51′ 21″ nord, 2° 22′ 00″ est | « PA00086271 »                | Classé Inscrit                | 1955                | Hôtel d'Angennes de Rambouillet                       |
| Hôtel d'Angoulême Lamoignon                           | 24 rue Pavée                                                    | 48° 51′ 25″ nord, 2° 21′ 42″ est | « PA00086296 »                | Classé Inscrit                | 1937                | Hôtel d'Angoulême Lamoignon                           |
| Hôtel des archevêques de Sens                         | 1 rue du Figuier                                                | 48° 51′ 13″ nord, 2° 21′ 32″ est | « PA00086316 »                | Classé                        | 1912                | Hôtel des archevêques de Sens                         |
| Hôtel Arnaud                                          | 6 place des Vosges                                              | 48° 51′ 17″ nord, 2° 21′ 58″ est | « PA00086272 »                | Classé                        | 1954                | Hôtel Arnaud                                          |
| Hôtel d'Arvers                                        | 12 quai d'Orléans                                               | 48° 51′ 05″ nord, 2° 21′ 19″ est | « PA00086273 »                | Inscrit                       | 1926                | Hôtel d'Arvers                                        |
| Hôtel d'Asfeldt                                       | 16 place des Vosges                                             | 48° 51′ 20″ nord, 2° 22′ 00″ est | « PA00086274 »                | Inscrit Classé                | 1953 1955           | Hôtel d'Asfeldt                                       |
| Hôtel d'Aubray                                        | 12 rue Charles-V                                                | 48° 51′ 12″ nord, 2° 21′ 45″ est | « PA00086275 »                | Inscrit                       | 1960                | Hôtel d'Aubray                                        |
| Hôtel d'Aumont                                        | 5, 7 rue de Jouy                                                | 48° 51′ 16″ nord, 2° 21′ 30″ est | « PA00086276 »                | Classé                        | 1946                | Hôtel d'Aumont                                        |
| Hôtel de Beauvais                                     | 68 rue François-Miron                                           | 48° 51′ 19″ nord, 2° 21′ 30″ est | « PA00086277 »                | Classé                        | 1966                | Hôtel de Beauvais                                     |
| Hôtel de Bretonvilliers                               | 9 rue Saint-Louis-en-l'Île 3 rue de Bretonvilliers              | 48° 51′ 03″ nord, 2° 21′ 32″ est | « PA00086322 »                | Classé Inscrit                | 1986                | Hôtel de Bretonvilliers                               |
| Hôtel Brulart                                         | 25 rue des Écouffes                                             | 48° 51′ 26″ nord, 2° 21′ 32″ est | « PA00086279 »                | Inscrit                       | 1965                | Hôtel Brulart                                         |
| Hôtel de Chabannes                                    | 17 place des Vosges                                             | 48° 51′ 22″ nord, 2° 21′ 52″ est | « PA00086466 »                | Classé Inscrit Classé         | 1920 1953 1955      | Hôtel de Chabannes                                    |
| Hôtel de Chalon-Luxembourg                            | 26 rue Geoffroy-l'Asnier                                        | 48° 51′ 17″ nord, 2° 21′ 25″ est | « PA00086280 »                | Classé                        | 1977                | Hôtel de Chalon-Luxembourg                            |
| Hôtel Le Charron                                      | 13-15 quai de Bourbon                                           | 48° 51′ 09″ nord, 2° 21′ 22″ est | « PA00086298 »                | Inscrit                       | 1988                | Hôtel Le Charron                                      |
| Hôtel de Châtillon                                    | 10 place des Vosges                                             | 48° 51′ 18″ nord, 2° 21′ 59″ est | « PA00086281 »                | Classé Inscrit Classé         | 1920 1953 1958      | Hôtel de Châtillon                                    |
| Hôtel de Chaulnes                                     | 9 place des Vosges                                              | 48° 51′ 19″ nord, 2° 21′ 51″ est | « PA00086282 »                | Inscrit Classé                | 1954                | Hôtel de Chaulnes                                     |
| Hôtel de Chavigny                                     | 7-9 rue Madame-de-Sévigné                                       | 48° 51′ 21″ nord, 2° 21′ 42″ est | « PA00086283 »                | Inscrit                       | 1988                | Hôtel de Chavigny                                     |
| Hôtel de Chenizot                                     | 51, 53 rue Saint-Louis-en-l'Île                                 | 48° 51′ 08″ nord, 2° 21′ 20″ est | « PA00086284 »                | Classé                        | 2002                | Hôtel de Chenizot                                     |
| Hôtel de Clermont-Tonnerre                            | 18 place des Vosges                                             | 48° 51′ 20″ nord, 2° 22′ 00″ est | « PA00086285 »                | Classé                        | 1954                | Hôtel de Clermont-Tonnerre                            |
| Hôtel de Comans d'Astry                               | 18 quai de Béthune                                              | 48° 51′ 02″ nord, 2° 21′ 29″ est | « PA00086332 »                | Inscrit                       | 1926 1999           | Hôtel de Comans d'Astry                               |
| Hôtel Coulanges                                       | 1bis place des Vosges 11bis rue de Birague                      | 48° 51′ 18″ nord, 2° 21′ 54″ est | « PA00086286 »                | Classé Inscrit Classé Inscrit | 1920 1953 1954 1967 | Hôtel Coulanges                                       |
| Hôtel de Coulanges                                    | 35-37 rue des Francs-Bourgeois                                  | 48° 51′ 27″ nord, 2° 21′ 37″ est | « PA00086301 »                | Inscrit                       | 1961                | Hôtel de Coulanges                                    |
| Hôtel Dyel des Hameaux                                | 13 place des Vosges 14 rue de Turenne                           | 48° 51′ 21″ nord, 2° 21′ 51″ est | « PA00086287 »                | Classé Inscrit Classé         | 1920 1955 1956      | Hôtel Dyel des Hameaux                                |
| Hôtel de Fourcy                                       | 8 place des Vosges                                              | 48° 51′ 18″ nord, 2° 21′ 59″ est | « PA00086289 »                | Classé                        | 1954                | Hôtel de Fourcy                                       |
| Hôtel Genou de Guiberville                            | 2 place des Vosges                                              | 48° 51′ 18″ nord, 2° 21′ 56″ est | « PA00086290 »                | Classé                        | 1955                | Hôtel Genou de Guiberville                            |
| Hôtel de Jassaud                                      | 19 quai de Bourbon 26 rue Le Regrattier                         | 48° 51′ 10″ nord, 2° 21′ 20″ est | « PA00086291 »                | Inscrit Classé                | 1988 1993           | Hôtel de Jassaud                                      |
| Hôtel Jeanne d'Albret                                 | 31 rue des Francs-Bourgeois                                     | 48° 51′ 27″ nord, 2° 21′ 39″ est | « PA00086292 »                | Classé                        | 1889                | Hôtel Jeanne d'Albret                                 |
| Hôtel du Jeu de Paume                                 | 54 rue Saint-Louis-en-l'Île                                     | 48° 51′ 07″ nord, 2° 21′ 22″ est | « PA00086467 »                | Inscrit                       | 1987                | Hôtel du Jeu de Paume                                 |
| Hôtel Laffemas                                        | 22 place des Vosges Rue du Pas-de-la-Mule                       | 48° 51′ 21″ nord, 2° 22′ 00″ est | « PA00086293 »                | Classé                        | 1920 1955           | Hôtel Laffemas                                        |
| Hôtel Lafont                                          | 12 place des Vosges                                             | 48° 51′ 19″ nord, 2° 22′ 00″ est | « PA00086294 »                | Classé                        | 1954                | Hôtel Lafont                                          |
| Hôtel Lambert                                         | 2 rue Saint-Louis-en-l'Île                                      | 48° 51′ 02″ nord, 2° 21′ 35″ est | « PA00086295 »                | Classé                        | 1862                | Hôtel Lambert                                         |
| Hôtel de Launay                                       | 12 rue des Lions-Saint-Paul                                     | 48° 51′ 09″ nord, 2° 21′ 44″ est | « PA00135365 »                | Inscrit                       | 1995                | Hôtel de Launay                                       |
| Hôtel de Lauzun                                       | 17 quai d'Anjou                                                 | 48° 51′ 06″ nord, 2° 21′ 32″ est | « PA00086297 »                | Classé                        | 1906                | Hôtel de Lauzun                                       |
| Hôtel Lefebure de la Malmaison                        | 20 quai de Béthune                                              | 48° 51′ 02″ nord, 2° 21′ 28″ est | « PA00086299 »                | Inscrit Classé                | 1926 1949 1959      | Hôtel Lefebure de la Malmaison                        |
| Hôtel Mansart dit aussi Hôtel de Sagonne              | 28 rue des Tournelles 23 boulevard Beaumarchais                 | 48° 51′ 19″ nord, 2° 22′ 04″ est | « PA00086302 »                | Classé                        | 1943                | Hôtel Mansart dit aussi Hôtel de Sagonne              |
| Hôtel Marchand                                        | 15 place des Vosges 16 rue de Turenne                           | 48° 51′ 21″ nord, 2° 21′ 52″ est | « PA00086303 »                | Inscrit Classé                | 1953 1955           | Hôtel Marchand                                        |
| Hôtel de Mayenne                                      | 21 rue Saint-Antoine 38, 40 rue du Petit-Musc                   | 48° 51′ 12″ nord, 2° 21′ 56″ est | « PA00086305 »                | Classé                        | 1974                | Hôtel de Mayenne                                      |
| Hôtel Meiland                                         | 19 quai d'Anjou 20 rue Poulletier                               | 48° 51′ 06″ nord, 2° 21′ 31″ est | « PA00086306 »                | Inscrit                       | 1988                | Hôtel Meiland                                         |
| Hôtel de Montbrun                                     | 19 place des Vosges Rue des Francs-Bourgeois                    | 48° 51′ 22″ nord, 2° 21′ 52″ est | « PA00086304 »                | Classé                        | 1954                | Hôtel de Montbrun                                     |
| Hôtel de Montmorin                                    | 3 place des Vosges                                              | 48° 51′ 18″ nord, 2° 21′ 53″ est | « PA00086307 »                | Inscrit Classé                | 1953 1957           | Hôtel de Montmorin                                    |
| Hôtel de la Motte Montgoubert                         | 12 rue Chanoinesse 2, 4, 6 rue des Chantres 1, 3 rue des Ursins | 48° 51′ 14″ nord, 2° 21′ 05″ est | « PA75040001 »                | Inscrit                       | 1996                | Hôtel de la Motte Montgoubert                         |
| Hôtel d'Ourscamp                                      | 44-46-48 rue François-Miron 31 rue Geoffroy-l'Asnier            | 48° 51′ 20″ nord, 2° 21′ 26″ est | « PA00086308 »                | Classé                        | 1966                | Hôtel d'Ourscamp                                      |
| Hôtel des Parlementaires de la Fronde                 | 3 rue des Lions-Saint-Paul                                      | 48° 51′ 08″ nord, 2° 21′ 45″ est | « PA00086309 »                | Inscrit                       | 1961                | Hôtel des Parlementaires de la Fronde                 |
| Hôtel particulier                                     | 17 quai de Bourbon                                              | 48° 51′ 10″ nord, 2° 21′ 21″ est | « PA00086320 »                | Classé                        | 1994                | Hôtel particulier                                     |
| Hôtel particulier                                     | 29 quai de Bourbon                                              | 48° 51′ 11″ nord, 2° 21′ 16″ est | « PA00086321 »                | Inscrit                       | 1988                | Hôtel particulier                                     |
| Hôtel particulier                                     | 7 rue Saint-Louis-en-l'Île 6 rue de Bretonvilliers              | 48° 51′ 03″ nord, 2° 21′ 33″ est | « PA00086323 »                | Inscrit Classé                | 1988 1993           | Hôtel particulier                                     |
| Hôtel particulier                                     | 11 rue Saint-Louis-en-l'Île                                     | 48° 51′ 04″ nord, 2° 21′ 31″ est | « PA00086325 »                | Inscrit                       | 1988                | Hôtel particulier                                     |
| Hôtel particulier                                     | 13 rue Saint-Louis-en-l'Île                                     | 48° 51′ 04″ nord, 2° 21′ 30″ est | « PA00086326 »                | Inscrit                       | 1988                | Hôtel particulier                                     |
| Hôtel particulier                                     | 29 rue Saint-Louis-en-l'Île                                     | 48° 51′ 06″ nord, 2° 21′ 24″ est | « PA00086327 »                | Inscrit                       | 1988                | Hôtel particulier                                     |
| Hôtel Pierrard                                        | 11 place des Vosges 12 rue de Turenne                           | 48° 51′ 20″ nord, 2° 21′ 51″ est | « PA00086311 »                | Classé                        | 1954                | Hôtel Pierrard                                        |
| Hôtel Pottier de Blancmesnil                          | 9 rue Saint-Merri                                               | 48° 51′ 33″ nord, 2° 21′ 11″ est | « PA00086312 »                | Inscrit                       | 1964                | Hôtel Pottier de Blancmesnil                          |
| Hôtel du Président Hénault                            | 82 rue François-Miron                                           | 48° 51′ 19″ nord, 2° 21′ 33″ est | « PA00086313 »                | Inscrit                       | 1926                | Hôtel du Président Hénault                            |
| Hôtel Raoul de la Faye                                | 5 rue Sainte-Croix-de-la-Bretonnerie                            | 48° 51′ 28″ nord, 2° 21′ 26″ est | « PA00086324 »                | Inscrit                       | 1966                | Hôtel Raoul de la Faye                                |
| Hôtel Le Rebours                                      | 12 rue Saint-Merri                                              | 48° 51′ 34″ nord, 2° 21′ 12″ est | « PA00086300 »                | Inscrit                       | 1990                | Hôtel Le Rebours                                      |
| Hôtel de Ribault                                      | 14 place des Vosges                                             | 48° 51′ 19″ nord, 2° 22′ 01″ est | « PA00086314 »                | Classé                        | 1954                | Hôtel de Ribault                                      |
| Hôtel de la Salle                                     | 5 place des Vosges                                              | 48° 51′ 18″ nord, 2° 21′ 52″ est | « PA00086315 »                | Inscrit Classé                | 1926 1955           | Hôtel de la Salle                                     |
| Hôtel de Sully                                        | 7, 7 bis place des Vosges                                       | 48° 51′ 16″ nord, 2° 21′ 50″ est | « PA00086310 » « PA00086278 » | Classé                        | 1862 1953           | Hôtel de Sully                                        |
| Hôtel et usine de la Société des Cendres              | 39 rue des Francs-Bourgeois                                     | 48° 51′ 28″ nord, 2° 21′ 36″ est | « PA75040008 »                | Inscrit                       | 2014                | Hôtel et usine de la Société des Cendres              |
| Hôtel Le Tellier                                      | 35, 37 rue des Francs-Bourgeois                                 | 48° 51′ 28″ nord, 2° 21′ 37″ est | « PA00086301 »                | Inscrit                       | 1961                | Hôtel Le Tellier                                      |
| Hôtel Thuriot de la Rosière                           | 10 rue des Lions-Saint-Paul                                     | 48° 51′ 09″ nord, 2° 21′ 44″ est | « PA00086317 »                | Classé                        | 1968                | Hôtel Thuriot de la Rosière                           |
| Hôtel de Vibraye                                      | 15 rue Vieille-du-Temple 56 rue du Roi-de-Sicile                | 48° 51′ 25″ nord, 2° 21′ 24″ est | « PA00086318 »                | Inscrit                       | 1964                | Hôtel de Vibraye                                      |
| Hôtel de ville                                        | Place de l'Hôtel-de-Ville Rue de Rivoli Rue de Lobau            | 48° 51′ 23″ nord, 2° 21′ 09″ est | « PA00086319 »                | Inscrit                       | 1975 1988           | Hôtel de ville                                        |
| Immeuble                                              | 36 quai de Béthune                                              | 48° 51′ 04″ nord, 2° 21′ 23″ est | « PA75040002 »                | Inscrit                       | 1999                | Immeuble                                              |
| Immeuble                                              | 6 quai d'Orléans                                                | 48° 51′ 05″ nord, 2° 21′ 20″ est | « PA00086362 »                | Inscrit                       | 1983                | Immeuble                                              |
| Immeuble                                              | 28-30-32 quai d'Orléans                                         | 48° 51′ 07″ nord, 2° 21′ 14″ est | « PA00086363 »                | Inscrit                       | 1988                | Immeuble                                              |
| Immeuble                                              | 3 quai d'Anjou                                                  | 48° 51′ 04″ nord, 2° 21′ 36″ est | « PA00086328 »                | Inscrit                       | 1988                | Immeuble                                              |
| Immeuble                                              | 13 quai d'Anjou                                                 | 48° 51′ 05″ nord, 2° 21′ 34″ est | « PA00086329 »                | Inscrit                       | 1983                | Immeuble                                              |
| Immeuble                                              | 7 rue Beautreillis                                              | 48° 51′ 09″ nord, 2° 21′ 47″ est | « PA00086331 »                | Inscrit                       | 1963                | Immeuble                                              |
| Immeuble                                              | 24, quai de Béthune                                             | 48° 51′ 03″ nord, 2° 21′ 26″ est | « PA00086333 »                | Inscrit                       | 1927                | Immeuble                                              |
| Immeuble                                              | 28 rue des Blancs-Manteaux                                      | 48° 51′ 34″ nord, 2° 21′ 21″ est | « PA00086335 »                | Inscrit                       | 1984                | Immeuble                                              |
| Immeuble                                              | 19bis quai de Bourbon 28 rue Le Regrattier                      | 48° 51′ 10″ nord, 2° 21′ 19″ est | « PA00086337 »                | Inscrit                       | 1988                | Immeuble                                              |
| Immeuble                                              | 53 quai de Bourbon                                              | 48° 51′ 11″ nord, 2° 21′ 12″ est | « PA00086338 »                | Inscrit                       | 1983                | Immeuble                                              |
| Immeuble                                              | 42 quai des Célestins                                           | 48° 51′ 12″ nord, 2° 21′ 31″ est | « PA00086340 »                | Inscrit                       | 1957                | Immeuble                                              |
| Immeuble                                              | 23 rue des Écouffes                                             | 48° 51′ 26″ nord, 2° 21′ 32″ est | « PA00086342 »                | Inscrit                       | 1964                | Immeuble                                              |
| Immeuble                                              | 42 rue François-Miron                                           | 48° 51′ 20″ nord, 2° 21′ 25″ est | « PA00086344 »                | Inscrit                       | 1964                | Immeuble                                              |
| Immeuble                                              | 10 rue des Hospitalières-Saint-Gervais                          | 48° 51′ 28″ nord, 2° 21′ 33″ est | « PA00086346 »                | Inscrit                       | 1970                | Immeuble                                              |
| Immeuble                                              | 80 rue de l'Hôtel-de-Ville                                      | 48° 51′ 18″ nord, 2° 21′ 15″ est | « PA00086348 »                | Inscrit                       | 1956                | Immeuble                                              |
| Immeuble                                              | 6 rue des Lombards                                              | 48° 51′ 33″ nord, 2° 21′ 00″ est | « PA00086352 »                | Inscrit                       | 1974                | Immeuble                                              |
| Immeuble                                              | 8 rue des Lombards                                              | 48° 51′ 33″ nord, 2° 21′ 00″ est | « PA00086353 »                | Inscrit                       | 1974                | Immeuble                                              |
| Immeuble                                              | 10 rue des Lombards                                             | 48° 51′ 33″ nord, 2° 20′ 59″ est | « PA00086354 »                | Inscrit                       | 1974                | Immeuble                                              |
| Immeuble                                              | 12 rue des Lombards                                             | 48° 51′ 33″ nord, 2° 20′ 59″ est | « PA00086355 »                | Inscrit                       | 1974                | Immeuble                                              |
| Immeuble                                              | 14 rue des Lombards                                             | 48° 51′ 33″ nord, 2° 20′ 59″ est | « PA00086356 »                | Inscrit                       | 1928 1974           | Immeuble                                              |
| Immeuble                                              | 15 rue des Lombards                                             | 48° 51′ 33″ nord, 2° 20′ 58″ est | « PA00086357 »                | Inscrit                       | 1974                | Immeuble                                              |
| Immeuble                                              | 16 rue des Lombards 2-4 rue Quincampoix                         | 48° 51′ 33″ nord, 2° 20′ 59″ est | « PA00086358 »                | Inscrit                       | 1984                | Immeuble                                              |
| Immeuble                                              | 17 rue des Lombards                                             | 48° 51′ 33″ nord, 2° 20′ 58″ est | « PA00086359 »                | Inscrit                       | 1974                | Immeuble                                              |
| Immeuble                                              | 22 rue des Lombards                                             | 48° 51′ 34″ nord, 2° 20′ 58″ est | « PA00086360 »                | Inscrit                       | 1974                | Immeuble                                              |
| Immeuble                                              | 24 rue des Lombards                                             | 48° 51′ 34″ nord, 2° 20′ 57″ est | « PA00086361 »                | Inscrit                       | 1974                | Immeuble                                              |
| Immeuble                                              | 2bis place des Vosges 16 rue de Birague                         | 48° 51′ 17″ nord, 2° 21′ 56″ est | « PA00086464 »                | Classé                        | 1956                | Immeuble                                              |
| Immeuble                                              | 6 rue Quincampoix                                               | 48° 51′ 34″ nord, 2° 20′ 59″ est | « PA00086364 »                | Inscrit                       | 1974                | Immeuble                                              |
| Immeuble                                              | 7 rue Quincampoix                                               | 48° 51′ 34″ nord, 2° 20′ 59″ est | « PA00086365 »                | Inscrit                       | 1974                | Immeuble                                              |
| Immeuble                                              | 8 rue Quincampoix                                               | 48° 51′ 34″ nord, 2° 20′ 59″ est | « PA00086366 »                | Inscrit                       | 1974                | Immeuble                                              |
| Immeuble                                              | 9 rue Quincampoix                                               | 48° 51′ 34″ nord, 2° 20′ 59″ est | « PA00086367 »                | Inscrit                       | 1974                | Immeuble                                              |
| Immeuble                                              | 10 rue Quincampoix                                              | 48° 51′ 34″ nord, 2° 20′ 59″ est | « PA00086368 »                | Inscrit                       | 1974                | Immeuble                                              |
| Immeuble                                              | 11 rue Quincampoix                                              | 48° 51′ 34″ nord, 2° 20′ 59″ est | « PA00086369 »                | Inscrit                       | 1974                | Immeuble                                              |
| Immeuble                                              | 12 rue Quincampoix                                              | 48° 51′ 34″ nord, 2° 20′ 59″ est | « PA00086370 »                | Inscrit                       | 1974                | Immeuble                                              |
| Immeuble                                              | 13 rue Quincampoix                                              | 48° 51′ 35″ nord, 2° 20′ 59″ est | « PA00086371 »                | Inscrit                       | 1974                | Immeuble                                              |
| Immeuble                                              | 14 rue Quincampoix                                              | 48° 51′ 35″ nord, 2° 21′ 00″ est | « PA00086372 »                | Inscrit                       | 1974                | Immeuble                                              |
| Immeuble                                              | 15 rue Quincampoix                                              | 48° 51′ 35″ nord, 2° 20′ 59″ est | « PA00086373 »                | Inscrit                       | 1974                | Immeuble                                              |
| Immeuble                                              | 16 rue Quincampoix                                              | 48° 51′ 35″ nord, 2° 21′ 00″ est | « PA00086374 »                | Inscrit                       | 1974                | Immeuble                                              |
| Immeuble                                              | 18 rue Quincampoix                                              | 48° 51′ 35″ nord, 2° 21′ 00″ est | « PA00086375 »                | Inscrit                       | 1974                | Immeuble                                              |
| Immeuble                                              | 20 rue Quincampoix                                              | 48° 51′ 36″ nord, 2° 21′ 00″ est | « PA00086376 »                | Inscrit                       | 1974                | Immeuble                                              |
| Immeuble                                              | 25 rue Quincampoix rue de La Reynie                             | 48° 51′ 37″ nord, 2° 21′ 00″ est | « PA00086377 »                | Inscrit                       | 1974                | Immeuble                                              |
| Immeuble                                              | 27 rue Quincampoix                                              | 48° 51′ 38″ nord, 2° 21′ 02″ est | « PA00086378 »                | Inscrit                       | 1974 2002           | Immeuble                                              |
| Immeuble                                              | 36 rue Quincampoix                                              | 48° 51′ 38″ nord, 2° 21′ 02″ est | « PA00086379 »                | Inscrit                       | 1974                | Immeuble                                              |
| Immeuble                                              | 38 rue Quincampoix                                              | 48° 51′ 39″ nord, 2° 21′ 02″ est | « PA00086380 »                | Inscrit                       | 1968                | Immeuble                                              |
| Immeuble                                              | 41 rue Quincampoix                                              | 48° 51′ 39″ nord, 2° 21′ 01″ est | « PA00086381 »                | Inscrit                       | 1974                | Immeuble                                              |
| Immeuble                                              | 42 rue Quincampoix                                              | 48° 51′ 39″ nord, 2° 21′ 02″ est | « PA00086382 »                | Inscrit                       | 1974                | Immeuble                                              |
| Immeuble                                              | 43 rue Quincampoix                                              | 48° 51′ 40″ nord, 2° 21′ 01″ est | « PA00086383 »                | Inscrit                       | 1974                | Immeuble                                              |
| Immeuble                                              | 44 rue Quincampoix                                              | 48° 51′ 39″ nord, 2° 21′ 02″ est | « PA00086384 »                | Inscrit                       | 1974                | Immeuble                                              |
| Immeuble                                              | 45 rue Quincampoix                                              | 48° 51′ 40″ nord, 2° 21′ 02″ est | « PA00086385 »                | Inscrit                       | 1974                | Immeuble                                              |
| Immeuble                                              | 55 rue Quincampoix                                              | 48° 51′ 41″ nord, 2° 21′ 02″ est | « PA00086386 »                | Inscrit                       | 1974                | Immeuble                                              |
| Immeuble                                              | 57 rue Quincampoix                                              | 48° 51′ 41″ nord, 2° 21′ 02″ est | « PA00086387 »                | Inscrit                       | 1974                | Immeuble                                              |
| Immeuble                                              | 58 rue Quincampoix                                              | 48° 51′ 41″ nord, 2° 21′ 03″ est | « PA00086388 »                | Inscrit                       | 1974                | Immeuble                                              |
| Immeuble                                              | 59 rue Quincampoix                                              | 48° 51′ 42″ nord, 2° 21′ 02″ est | « PA00086389 »                | Inscrit                       | 1974                | Immeuble                                              |
| Immeuble                                              | 60 rue Quincampoix                                              | 48° 51′ 42″ nord, 2° 21′ 03″ est | « PA00086390 »                | Inscrit                       | 1974                | Immeuble                                              |
| Immeuble                                              | 61 rue Quincampoix                                              | 48° 51′ 42″ nord, 2° 21′ 03″ est | « PA00086391 »                | Inscrit                       | 1974                | Immeuble                                              |
| Immeuble                                              | 62 rue Quincampoix                                              | 48° 51′ 42″ nord, 2° 21′ 03″ est | « PA00086392 »                | Inscrit                       | 1974                | Immeuble                                              |
| Immeuble                                              | 64 rue Quincampoix 65 rue Rambuteau                             | 48° 51′ 42″ nord, 2° 21′ 03″ est | « PA00086393 »                | Inscrit                       | 1974                | Immeuble                                              |
| Immeuble                                              | 4 rue Le Regrattier                                             | 48° 51′ 07″ nord, 2° 21′ 16″ est | « PA00086350 »                | Inscrit                       | 1988                | Immeuble                                              |
| Immeuble                                              | 14 rue Le Regrattier                                            | 48° 51′ 08″ nord, 2° 21′ 17″ est | « PA00086351 »                | Inscrit                       | 1988                | Immeuble                                              |
| Immeuble                                              | 9 rue du Renard                                                 | 48° 51′ 29″ nord, 2° 21′ 06″ est | « PA00086395 »                | Inscrit                       | 1974                | Immeuble                                              |
| Immeuble                                              | 23 rue des Rosiers                                              | 48° 51′ 27″ nord, 2° 21′ 32″ est | « PA00086396 »                | Inscrit                       | 1964                | Immeuble                                              |
| Immeuble                                              | 8 rue Saint-Bon                                                 | 48° 51′ 30″ nord, 2° 21′ 02″ est | « PA00086398 »                | Inscrit                       | 1986                | Image manquante Téléverser                            |
| Immeuble                                              | 10 rue Saint-Louis-en-l'Île                                     | 48° 51′ 04″ nord, 2° 21′ 32″ est | « PA00086400 »                | Inscrit                       | 1988                | Immeuble                                              |
| Immeuble                                              | 35 rue Saint-Louis-en-l'Île 21 rue des Deux-Ponts               | 48° 51′ 07″ nord, 2° 21′ 23″ est | « PA00086401 »                | Inscrit                       | 1988                | Immeuble                                              |
| Immeuble                                              | 57 rue Saint-Martin 2-4 rue des Lombards                        | 48° 51′ 33″ nord, 2° 21′ 00″ est | « PA00086402 »                | Inscrit                       | 1974                | Immeuble                                              |
| Immeuble                                              | 59 rue Saint-Martin                                             | 48° 51′ 33″ nord, 2° 21′ 01″ est | « PA00086403 »                | Inscrit                       | 1974                | Immeuble                                              |
| Immeuble                                              | 61 rue Saint-Martin                                             | 48° 51′ 33″ nord, 2° 21′ 01″ est | « PA00086404 »                | Inscrit                       | 1974                | Immeuble                                              |
| Immeuble                                              | 63 rue Saint-Martin                                             | 48° 51′ 33″ nord, 2° 21′ 01″ est | « PA00086405 »                | Inscrit                       | 1974                | Immeuble                                              |
| Immeuble                                              | 65 rue Saint-Martin                                             | 48° 51′ 33″ nord, 2° 21′ 01″ est | « PA00086406 »                | Inscrit                       | 1974                | Immeuble                                              |
| Immeuble                                              | 67 rue Saint-Martin                                             | 48° 51′ 33″ nord, 2° 21′ 01″ est | « PA00086407 »                | Inscrit                       | 1974                | Immeuble                                              |
| Immeuble                                              | 69 rue Saint-Martin                                             | 48° 51′ 34″ nord, 2° 21′ 01″ est | « PA00086408 »                | Inscrit                       | 1974                | Immeuble                                              |
| Immeuble                                              | 71 rue Saint-Martin                                             | 48° 51′ 34″ nord, 2° 21′ 01″ est | « PA00086409 »                | Inscrit                       | 1974                | Immeuble                                              |
| Immeuble                                              | 73 rue Saint-Martin                                             | 48° 51′ 34″ nord, 2° 21′ 01″ est | « PA00086410 »                | Inscrit                       | 1974                | Immeuble                                              |
| Immeuble                                              | 75 rue Saint-Martin                                             | 48° 51′ 34″ nord, 2° 21′ 01″ est | « PA00086411 »                | Inscrit                       | 1974                | Immeuble                                              |
| Immeuble                                              | 76 rue Saint-Martin 78 rue de la Verrerie                       | 48° 51′ 32″ nord, 2° 21′ 01″ est | « PA00086412 »                | Inscrit                       | 1974                | Immeuble                                              |
| Immeuble                                              | 77 rue Saint-Martin                                             | 48° 51′ 34″ nord, 2° 21′ 02″ est | « PA00086413 »                | Inscrit                       | 1974                | Immeuble                                              |
| Immeuble                                              | 79 rue Saint-Martin                                             | 48° 51′ 34″ nord, 2° 21′ 02″ est | « PA00086414 »                | Inscrit                       | 1974                | Immeuble                                              |
| Immeuble                                              | 81 rue Saint-Martin                                             | 48° 51′ 35″ nord, 2° 21′ 02″ est | « PA00086415 »                | Inscrit                       | 1974                | Immeuble                                              |
| Immeuble                                              | 83 rue Saint-Martin                                             | 48° 51′ 35″ nord, 2° 21′ 02″ est | « PA00086416 »                | Inscrit                       | 1974                | Immeuble                                              |
| Immeuble                                              | 84 rue Saint-Martin                                             | 48° 51′ 34″ nord, 2° 21′ 02″ est | « PA00086417 »                | Inscrit                       | 1974                | Immeuble                                              |
| Immeuble                                              | 86 rue Saint-Martin                                             | 48° 51′ 34″ nord, 2° 21′ 02″ est | « PA00086418 »                | Inscrit                       | 1974                | Immeuble                                              |
| Immeuble                                              | 87 rue Saint-Martin                                             | 48° 51′ 35″ nord, 2° 21′ 02″ est | « PA00086419 »                | Inscrit                       | 1974                | Immeuble                                              |
| Immeuble                                              | 88 rue Saint-Martin                                             | 48° 51′ 35″ nord, 2° 21′ 03″ est | « PA00086420 »                | Inscrit                       | 1974                | Immeuble                                              |
| Immeuble                                              | 89 rue Saint-Martin                                             | 48° 51′ 35″ nord, 2° 21′ 02″ est | « PA00086421 »                | Inscrit                       | 1974                | Immeuble                                              |
| Immeuble                                              | 90 rue Saint-Martin                                             | 48° 51′ 35″ nord, 2° 21′ 03″ est | « PA00086422 »                | Inscrit                       | 1974                | Immeuble                                              |
| Immeuble                                              | 92 rue Saint-Martin                                             | 48° 51′ 35″ nord, 2° 21′ 03″ est | « PA00086423 »                | Inscrit                       | 1974                | Immeuble                                              |
| Immeuble                                              | 94 rue Saint-Martin                                             | 48° 51′ 36″ nord, 2° 21′ 03″ est | « PA00086424 »                | Inscrit                       | 1974                | Immeuble                                              |
| Immeuble                                              | 96 rue Saint-Martin                                             | 48° 51′ 36″ nord, 2° 21′ 03″ est | « PA00086425 »                | Inscrit                       | 1974                | Immeuble                                              |
| Immeuble                                              | 98 rue Saint-Martin                                             | 48° 51′ 36″ nord, 2° 21′ 03″ est | « PA00086426 »                | Inscrit                       | 1974                | Immeuble                                              |
| Immeuble                                              | 100 rue Saint-Martin 49 rue Saint-Merri                         | 48° 51′ 36″ nord, 2° 21′ 03″ est | « PA00086427 »                | Inscrit                       | 1974                | Immeuble                                              |
| Immeuble                                              | 111 rue Saint-Martin                                            | 48° 51′ 38″ nord, 2° 21′ 03″ est | « PA00086428 »                | Inscrit                       | 1974                | Immeuble                                              |
| Immeuble                                              | 113 rue Saint-Martin                                            | 48° 51′ 38″ nord, 2° 21′ 03″ est | « PA00086429 »                | Inscrit                       | 1974                | Immeuble                                              |
| Immeuble                                              | 115 rue Saint-Martin                                            | 48° 51′ 38″ nord, 2° 21′ 04″ est | « PA00086430 »                | Inscrit                       | 1974                | Immeuble                                              |
| Immeuble                                              | 117 rue Saint-Martin                                            | 48° 51′ 38″ nord, 2° 21′ 04″ est | « PA00086431 »                | Inscrit                       | 1974                | Immeuble                                              |
| Immeuble                                              | 119 rue Saint-Martin                                            | 48° 51′ 38″ nord, 2° 21′ 04″ est | « PA00086432 »                | Inscrit                       | 1974                | Immeuble                                              |
| Immeuble                                              | 121 rue Saint-Martin                                            | 48° 51′ 39″ nord, 2° 21′ 04″ est | « PA00086433 »                | Inscrit                       | 1974                | Immeuble                                              |
| Immeuble                                              | 123 rue Saint-Martin                                            | 48° 51′ 39″ nord, 2° 21′ 04″ est | « PA00086434 »                | Inscrit                       | 1974                | Immeuble                                              |
| Immeuble                                              | 125 rue Saint-Martin                                            | 48° 51′ 39″ nord, 2° 21′ 04″ est | « PA00086435 »                | Inscrit                       | 1974                | Immeuble                                              |
| Immeuble                                              | 127 rue Saint-Martin                                            | 48° 51′ 39″ nord, 2° 21′ 04″ est | « PA00086436 »                | Inscrit                       | 1974                | Immeuble                                              |
| Immeuble                                              | 131 rue Saint-Martin 26 rue de Venise                           | 48° 51′ 40″ nord, 2° 21′ 05″ est | « PA00086437 »                | Inscrit                       | 1974                | Immeuble                                              |
| Immeuble                                              | 133 rue Saint-Martin                                            | 48° 51′ 40″ nord, 2° 21′ 05″ est | « PA00086438 »                | Inscrit                       | 1974                | Immeuble                                              |
| Immeuble                                              | 141 rue Saint-Martin                                            | 48° 51′ 41″ nord, 2° 21′ 05″ est | « PA00086439 »                | Inscrit                       | 1974                | Immeuble                                              |
| Immeuble                                              | 143 rue Saint-Martin 63 rue Rambuteau                           | 48° 51′ 42″ nord, 2° 21′ 05″ est | « PA00086394 »                | Inscrit                       | 1974 1984           | Immeuble                                              |
| Immeuble                                              | 41 rue Saint-Merri                                              | 48° 51′ 36″ nord, 2° 21′ 04″ est | « PA00086441 »                | Inscrit                       | 1974                | Immeuble                                              |
| Immeuble                                              | 43 rue Saint-Merri                                              | 48° 51′ 36″ nord, 2° 21′ 04″ est | « PA00086442 »                | Inscrit                       | 1974                | Immeuble                                              |
| Immeuble                                              | 45 rue Saint-Merri                                              | 48° 51′ 36″ nord, 2° 21′ 04″ est | « PA00086443 »                | Inscrit                       | 1974                | Immeuble                                              |
| Immeuble                                              | 47 rue Saint-Merri                                              | 48° 51′ 36″ nord, 2° 21′ 04″ est | « PA00086444 »                | Inscrit                       | 1974                | Immeuble                                              |
| Immeuble                                              | 62 rue de la Verrerie 15 rue du Renard                          | 48° 51′ 31″ nord, 2° 21′ 06″ est | « PA00086449 »                | Inscrit                       | 1974                | Immeuble                                              |
| Immeuble                                              | 63 rue de la Verrerie                                           | 48° 51′ 29″ nord, 2° 21′ 09″ est | « PA00135366 »                | Inscrit                       | 1995                | Immeuble                                              |
| Immeuble                                              | 70 rue de la Verrerie 1 rue des Juges-Consuls                   | 48° 51′ 31″ nord, 2° 21′ 04″ est | « PA00086450 »                | Inscrit                       | 1974                | Immeuble                                              |
| Immeuble                                              | 72 rue de la Verrerie                                           | 48° 51′ 31″ nord, 2° 21′ 04″ est | « PA00086451 »                | Inscrit                       | 1974                | Immeuble                                              |
| Immeuble                                              | 74 rue de la Verrerie                                           | 48° 51′ 32″ nord, 2° 21′ 04″ est | « PA00086452 »                | Inscrit                       | 1974                | Immeuble                                              |
| Immeuble                                              | 76 rue de la Verrerie                                           | 48° 51′ 32″ nord, 2° 21′ 03″ est | « PA00086453 »                | Inscrit                       | 1974                | Immeuble                                              |
| Immeuble                                              | 77 rue de la Verrerie 13 rue du Renard                          | 48° 51′ 30″ nord, 2° 21′ 06″ est | « PA00086454 »                | Inscrit                       | 1974                | Immeuble                                              |
| Immeuble                                              | 79 rue de la Verrerie                                           | 48° 51′ 30″ nord, 2° 21′ 05″ est | « PA00086455 »                | Inscrit                       | 1974                | Immeuble                                              |
| Immeuble                                              | 85 rue de la Verrerie                                           | 48° 51′ 31″ nord, 2° 21′ 04″ est | « PA00086456 »                | Inscrit                       | 1974                | Immeuble                                              |
| Immeuble                                              | 87 rue de la Verrerie                                           | 48° 51′ 31″ nord, 2° 21′ 04″ est | « PA00086457 »                | Inscrit                       | 1974                | Immeuble                                              |
| Immeuble                                              | 89 rue de la Verrerie                                           | 48° 51′ 31″ nord, 2° 21′ 03″ est | « PA00086458 »                | Inscrit                       | 1974                | Immeuble                                              |
| Immeuble                                              | 91 rue de la Verrerie 12 rue Saint-Bon                          | 48° 51′ 31″ nord, 2° 21′ 03″ est | « PA00086459 »                | Inscrit                       | 1974                | Immeuble                                              |
| Immeuble                                              | 93 rue de la Verrerie 13 rue Saint-Bon                          | 48° 51′ 32″ nord, 2° 21′ 02″ est | « PA00086460 »                | Inscrit                       | 1974                | Immeuble                                              |
| Immeuble                                              | 4 place des Vosges                                              | 48° 51′ 17″ nord, 2° 21′ 57″ est | « PA00086465 »                | Classé Inscrit                | 1955                | Immeuble                                              |
| Immeuble                                              | 24 rue Saint-Louis-en-l'Île                                     | 48° 51′ 05″ nord, 2° 21′ 28″ est | « PA75040003 »                | Inscrit                       | 1999                | Immeuble                                              |
| Immeuble                                              | 28 rue du Bourg-Tibourg                                         | 48° 51′ 28″ nord, 2° 21′ 23″ est | « PA00086339 »                | Inscrit                       | 1982                | Immeuble                                              |
| Immeubles                                             | 2 à 14 rue François-Miron 17 rue des Barres                     | 48° 51′ 21″ nord, 2° 21′ 19″ est | « PA75040005 »                | Inscrit                       | 2003                | Immeubles                                             |
| Immeubles sur cour                                    | 30 rue François-Miron                                           | 48° 51′ 20″ nord, 2° 21′ 23″ est | « PA00086343 »                | Classé                        | 1978                | Immeubles sur cour                                    |
| Lycée Charlemagne                                     | 101 rue Saint-Antoine 14 rue Charlemagne                        | 48° 51′ 16″ nord, 2° 21′ 38″ est | « PA00086468 »                | Classé Inscrit                | 1988                | Lycée Charlemagne                                     |
| Maison                                                | 2 rue Charles-V                                                 | 48° 51′ 09″ nord, 2° 21′ 49″ est | « PA00086341 »                | Inscrit                       | 1926                | Maison                                                |
| Maison                                                | 8 rue Saint-Paul 18 rue des Lions-Saint-Paul                    | 48° 51′ 11″ nord, 2° 21′ 41″ est | « PA00086445 »                | Inscrit                       | 1928                | Maison                                                |
| Maison                                                | 9 rue Aubriot 17 rue des Blancs-Manteaux                        | 48° 51′ 32″ nord, 2° 21′ 26″ est | « PA00086330 »                | Inscrit                       | 1925                | Maison                                                |
| Maison                                                | 1 quai de Bourbon 39 rue des Deux-Ponts                         | 48° 51′ 09″ nord, 2° 21′ 25″ est | « PA00086336 »                | Inscrit                       | 1926                | Maison                                                |
| Maison                                                | 22 rue Geoffroy-l'Asnier                                        | 48° 51′ 17″ nord, 2° 21′ 24″ est | « PA00086345 »                | Inscrit                       | 1928 2020           | Maison                                                |
| Maison                                                | 56 rue de l'Hôtel-de-Ville                                      | 48° 51′ 16″ nord, 2° 21′ 20″ est | « PA00086347 »                | Inscrit                       | 1925                | Maison                                                |
| Maison                                                | 3 rue des Juges-Consuls 5 rue du Cloître-Saint-Merri            | 48° 51′ 32″ nord, 2° 21′ 05″ est | « PA00086349 »                | Inscrit                       | 1974                | Maison                                                |
| Maison                                                | 133 rue Saint-Antoine                                           | 48° 51′ 19″ nord, 2° 21′ 35″ est | « PA00086397 »                | Inscrit                       | 1926                | Maison                                                |
| Maison                                                | 3 rue Saint-Louis-en-l'Île                                      | 48° 51′ 02″ nord, 2° 21′ 35″ est | « PA00086399 »                | Inscrit                       | 1926                | Maison                                                |
| Maison                                                | 2 rue Saint-Merri 25 rue du Temple                              | 48° 51′ 33″ nord, 2° 21′ 13″ est | « PA00086447 »                | Inscrit                       | 1925                | Maison                                                |
| Maison                                                | 11 rue Saint-Merri                                              | 48° 51′ 33″ nord, 2° 21′ 11″ est | « PA00086440 »                | Inscrit                       | 1928                | Image manquante Téléverser                            |
| Maison                                                | 13 rue Madame-de-Sévigné                                        | 48° 51′ 22″ nord, 2° 21′ 44″ est | « PA00086446 »                | Inscrit                       | 1928                | Maison                                                |
| Maison                                                | 24 rue Vieille-du-Temple                                        | 48° 51′ 25″ nord, 2° 21′ 26″ est | « PA00086461 »                | Inscrit                       | 1928                | Maison                                                |
| Maison                                                | 36 rue Vieille-du-Temple                                        | 48° 51′ 28″ nord, 2° 21′ 28″ est | « PA00086462 »                | Inscrit                       | 1925                | Maison                                                |
| Maison                                                | 44 rue Vieille-du-Temple 52 rue des Rosiers                     | 48° 51′ 29″ nord, 2° 21′ 30″ est | « PA00086463 »                | Inscrit                       | 1925                | Maison                                                |
| Maison de Jacques Cœur                                | 38 à 42 rue des Archives                                        | 48° 51′ 32″ nord, 2° 21′ 22″ est | « PA00086469 »                | Classé                        | 1977                | Maison de Jacques Cœur                                |
| Mémorial du martyr juif inconnu                       | 17 rue Geoffroy-l'Asnier 5 rue Grenier-sur-l'Eau                | 48° 51′ 18″ nord, 2° 21′ 22″ est | « PA00086470 »                | Classé                        | 1992                | Mémorial du martyr juif inconnu                       |
| Mémorial des Martyrs de la Déportation                | 1-3-7 quai de l'Archevêché                                      | 48° 51′ 06″ nord, 2° 21′ 09″ est | « PA00125453 »                | Classé                        | 2007                | Mémorial des Martyrs de la Déportation                |
| Pavillon du Roi                                       | 1 place des Vosges                                              | 48° 51′ 18″ nord, 2° 21′ 55″ est | « PA00086473 »                | Classé                        | 1956                | Pavillon du Roi                                       |
| Petit Hôtel de Fourcy                                 | 6 rue de Fourcy                                                 | 48° 51′ 17″ nord, 2° 21′ 33″ est | « PA00086288 »                | Inscrit                       | 1928                | Petit Hôtel de Fourcy                                 |
| Pont Marie                                            | Pont Marie                                                      | 48° 51′ 10″ nord, 2° 21′ 27″ est | « PA00086474 »                | Classé                        | 1887                | Pont Marie                                            |
| Prison de La Force                                    | 22 rue Pavée                                                    | 48° 51′ 24″ nord, 2° 21′ 42″ est | « PA00086475 »                | Inscrit                       | 1935                | Prison de La Force                                    |
| Sous-station Bastille                                 | 31 boulevard Bourdon 5 rue de la Cerisaie 18 rue de l'Arsenal   | 48° 51′ 06″ nord, 2° 22′ 02″ est | « PA00086481 »                | Inscrit                       | 1992                | Sous-station Bastille                                 |
| Square Louis-XIII                                     | Place des Vosges                                                | 48° 51′ 20″ nord, 2° 21′ 56″ est | « PA00086476 »                | Classé                        | 1954                | Square Louis-XIII                                     |
| Synagogue de la rue Pavée                             | 10 rue Pavée                                                    | 48° 51′ 21″ nord, 2° 21′ 38″ est | « PA00086477 »                | Inscrit                       | 1989                | Synagogue de la rue Pavée                             |
| Synagogue de la rue des Tournelles                    | 21 rue des Tournelles                                           | 48° 51′ 19″ nord, 2° 22′ 01″ est | « PA00086478 »                | Classé                        | 1987                | Synagogue de la rue des Tournelles                    |
| Temple des Billettes                                  | 22 à 26 rue des Archives                                        | 48° 51′ 29″ nord, 2° 21′ 18″ est | « PA00086252 »                | Classé                        | 1862 1990           | Temple des Billettes                                  |
| Temple du Marais                                      | 17 rue Saint-Antoine                                            | 48° 51′ 12″ nord, 2° 21′ 58″ est | « PA00086261 »                | Classé                        | 1887                | Temple du Marais                                      |
| Théâtre de la Ville                                   | 15 avenue Victoria                                              | 48° 51′ 26″ nord, 2° 20′ 53″ est | « PA00086480 »                | Inscrit                       | 1990                | Théâtre de la Ville                                   |
| Tour Saint-Jacques                                    |                                                                 | 48° 51′ 29″ nord, 2° 20′ 56″ est | « PA00086479 »                | Classé                        | 1862                | Tour Saint-Jacques                                    |
| Tribunal de commerce de Paris                         | 1 quai de la Corse                                              | 48° 51′ 21″ nord, 2° 20′ 49″ est | « PA75040009 »                | Inscrit                       | 19 octobre 2018     | Tribunal de commerce de Paris                         |

## Anciens monuments historiques
| Monument                          | Adresse                                    | Coordonnées                      | Notice                        | Protection    | Date      | Illustration               |
| --------------------------------- | ------------------------------------------ | -------------------------------- | ----------------------------- | ------------- | --------- | -------------------------- |
| Hôtel du 28 rue Geoffroy-l'Asnier | 28 rue Geoffroy-l'Asnier                   | 48° 51′ 18″ nord, 2° 21′ 24″ est | « PA75040007 » « PA00086620 » | Inscrit Radié | 1928 2008 | Image manquante Téléverser |
| Boutique (N'existe plus)          | 120 rue Saint-Martin 59 rue Simon-le-Franc | 48° 51′ 39″ nord, 2° 21′ 05″ est | « PA00086248 »                | Inscrit Radié | 1928 2017 | Boutique(N'existe plus)    |